# Hexanitrohexaazaisowurtzitano
Hexanitrohexaazaisowurtzitano, também chamado de HNIW e CL-20, é um explosivo nitroamina policíclico com a fórmula C
6H
6N
12O
12
. Na década de 1980, o hexanitrohexaazaisowurtzitano foi desenvolvido pela instalação China Lake, principalmente para ser usado em propelentes. Possui uma melhor relação oxidante / combustível do que o HMX ou RDX convencional. Ele libera 20% mais energia do que os propulsores tradicionais baseados em HMX e é amplamente superior aos propelentes e explosivos convencionais de alta energia.
Embora a maior parte do desenvolvimento do CL-20 tenha sido realizada pela Thiokol Corporation, a Marinha dos EUA (através da ONR ) também se interessou pelo CL-20 para uso em propulsores de foguetes, como para mísseis, pois possui características de observabilidade mais baixas, como menos fumaça visível.
Os hexanitrohexaazaisowurtzitanos ainda não foram utilizados em nenhum sistema de produção de armas, mas está sendo submetido a testes de estabilidade, capacidade de produção e outras características de armas.